# Righthaven
Righthaven LLC（ライトヘイヴン）は、2010年前期に設立された著作権保持会社（copyright holding company）である。同社は複数の新聞社と契約締結に至っているが、その締結前にそれらの記事をオンライン・サイトに無断転載した多数のサイト・オーナーを探し出しており、契約締結後にオーナーらを著作権侵害で提訴した。この訴訟を複数の論説者がコピーライト・トロール行為であると強く非難しており、同社を「訴訟工場」（"lawsuit factory"）と揶揄する者もいる。同社のCEO、スティーヴン・A・ギブスン（Steven A. Gibson）はラスベガスに事務所を構えるロー・ファーム、ディキンソン・ライトの弁護士であり、通常は Righthaven のメディア対応に従事している。2011年8月、同社は自身が提起したある訴訟に敗北した。同年11月1日、この訴訟における被告側の弁護士費用（legal fees）の納付期限となり、連邦裁判所の執行命令を受けた連邦保安官局は同社資産を没収した。2012年1月、同社のドメイン名 "righthaven.com" は同社の抱える債務の弁済に充てるため競売に掛けられ、氏名不詳の人物により落札された。

## 訴訟
はじめ、Righthaven はラスベガス・レビュージャーナルという新聞の発行者であるスティーヴンズ・メディアという企業が持つ過去のニュース記事について、その著作権に関する契約を結んだ。同社はこの著作権を利用し、インターネットのサイト上にそれらを無断転載したブロガーやその他のライター、及びインターネット・サイト運営者を相手に高額な法定損害賠償を求め提訴するというビジネスモデルを編み出し、それを拠り所としていた。スティーヴンズ・メディアの子会社は Righthaven の経営権の半分を握っている。2011年12月24日時点で、結審したものも含め276件の訴状が同社より裁判所に提出され（内、約70件が和解）、7件が上訴されている。凡そ同社は侵害の嫌疑が掛けられる者に対し一人頭75,000ドルの損害賠償を請求し、なおかつドメイン名を引き渡せという。そして結果的には各被告それぞれに数千ドルで和解を結ぼうとする。
この動きに対し、電子フロンティア財団（EFF）が複数の被告の訴訟支援にすぐさま名乗り出た。EFFの弁護士であるクルト・オプサール（Kurt Opsahl）は「Righthaven は何かしら要求しているとはいえ、にもかかわらず、この訴訟はインターネット利用者を脅して和解に持ち込み、不必要な出費を迫る道具にしか解釈できない」と述べている。
2010年8月、同様の訴訟を提起することを目論み、同社はアーカンソー州のメディア企業 WEHCO Media と契約を結んだ。その後、サンノゼ・マーキュリー・ニューズを発行する MediaNews Group とも同様の契約締結に至った。
同年12月、同社は画像及び写真を転載したウェブサイト運営者の提訴を開始し、同時に、ザ・デンバー・ポストその他の新聞社に帰属する著作物も訴訟の対象範囲に含めた。同月、レビュージャーナル紙に掲載された「ヴィダーラの殺人光線」("Vdara death ray")なるイラスト画像の転載に対して、数十件を超える訴状を同社は提出した。
2011年4月、連邦裁判所裁判官 (federal judge) は秘匿されていた Righthaven とスティーヴンズ・メディア間の契約内容を開示した。その内容は、訴訟で得た利益から経費控除した分をスティーヴンズ・メディアと折半する形となっていた。更に、ある被告側弁護士は、この契約によりスティーヴンズ・メディアの著作権全てが Righthaven に渡ったのではなく、各著作物の限定的権利、とりわけ訴権 (right to sue) のみが同社に渡っただけであると主張している。また被告側弁護士数名は、同社が訴訟の当事者適格を得るには著作権の完全な所有が必要であったと主張し、同社はレビュージャーナルの著作物に関する訴訟要件を満たしていない (undermine) 可能性があると指摘している。
同年6月14日、連邦裁判所は原当事者（original parties）が事実上著作権を保持しており、かつ、Righthaven がスティーヴンズ・メディアとの財務面での繋がりを開示しなかったことに基づき、Righthaven は著作権侵害訴訟の当事者適格を欠いているとの決定を下した。地区裁判官ロジャー・ハント (Roger Hunt) は Righthaven に対し種々の制裁 (sanctions）を課したが、と) わけ虚偽陳述（misrepresentation）を行ったことに対し罰金5,000ドルを課している。
同年8月15日、Righthaven 対ウェイン・ホーエン事件 ("Righthaven v. Wayne Hoehn") の訴訟に関して、法廷は Righthaven に対し、本件における弁護士費用及び訴訟費用 (attorney's fees and court costs) の総額$34,045.50を支払うよう命じた（本件、法廷はニュース記事の再投稿をフェアユースと認定している）。

### 債務超過
2011年9月7日、Righthaven が2010年5月から10月までの間に訴状送達者（process server, 「プロセス・サーバー」）として利用していたLegal Wings Inc.は、5,670ドルの未払い費用の請求のため、Righthaven に対し、ラスベガスの「郡区治安裁判所」(Township Justice Court)に提訴した。
同年9月8日、デンバー・ポストなど多数の新聞の発行を手がける MediaNews Group は、同月一杯で Righthaven との契約を解除する旨の発表を行い、契約締結を「馬鹿げたことであった」("dumb idea") と述べた。新しく同社CEOに就いたジョン・パートン (John Paton) は、自身が契約締結の決定時にCEOに就いていたならば、このような契約は結ばなかっただろうと述べている。
同年10月26日、Righthaven 対トーマス・デビアズ事件 ("Righthaven v. Thomas DiBiase") の訴訟に関して、法廷は Righthaven に対し、本件における弁護士費用及び訴訟費用の総額119,488ドルを支払うよう命じた。
その3日後の同年10月29日、同年8月に34,000ドルの弁護士及び訴訟費用支払いを同社に命じる決定を得た被告ホーエンは、同社に弁済を履行させるためネバダ地区連邦地方裁判所裁判官に同社の銀行口座及び資産差押の承認を請求した。以前から同社は倒産を免れるため債務履行を遅らせていた（「弁護士が外科手術で入院し、1週間で退院すると見積もっていたがそれが遅れているためスケジュールが狂った」などという真偽不明の言い訳を述べている）。
同社の倒産も秒読みに入ったと見られた同年11月1日、ネバダ地区連邦地方裁判所は連邦保安官局に同社の現金及び資産の内、未回収債権を差し押さえるための「合理的強制執行」(reasonable force) 権限を与えた。この遅延の為に追加の費用、経費が加わっており、未回収債権の総額は63,000ドル超に膨れ上がってしまった。保安官局が同社の口座を調べた結果、残資金が1,000ドルを下回っており、このため法廷は、のちに競売に掛け売却する目的で、同社に自社の知的財産権を法廷が選任した管財人に引き渡す旨の命令を発付した。しかし、同社はこれを期限である同年12月19日までに履行しなかった。加えて同社は、競売差止のための「緊急上訴」（非常上訴、emergency appeal）をサンフランシスコのアメリカ合衆国第9巡回区控訴裁判所に申し立てた。同月21日、皮肉なことに、ドメイン名 righthaven.com は競売のため管財人に譲渡された。2012年1月6日、ドメイン名 righthaven.com は3,300ドルで売却された。

## 評論
この事件は多くの新聞及びブログで報じられた。とりわけ、ラスベガス・レビュージャーナルの主要競合紙であるラスベガス・サンは全訴訟を一件一件批判する連続社説（エディトーリアル）を展開し、これに対しレビュージャーナルはサンの報道姿勢を批判した。Wired magazine 等その他のメディアはこの訴訟をコピーライト・トロールの所業であると論じ、パテント・トロールの行為になぞらえ、「その受け売りである」（"borrowing a page from patent trolls"）と述べている。